# Домінік Серафен

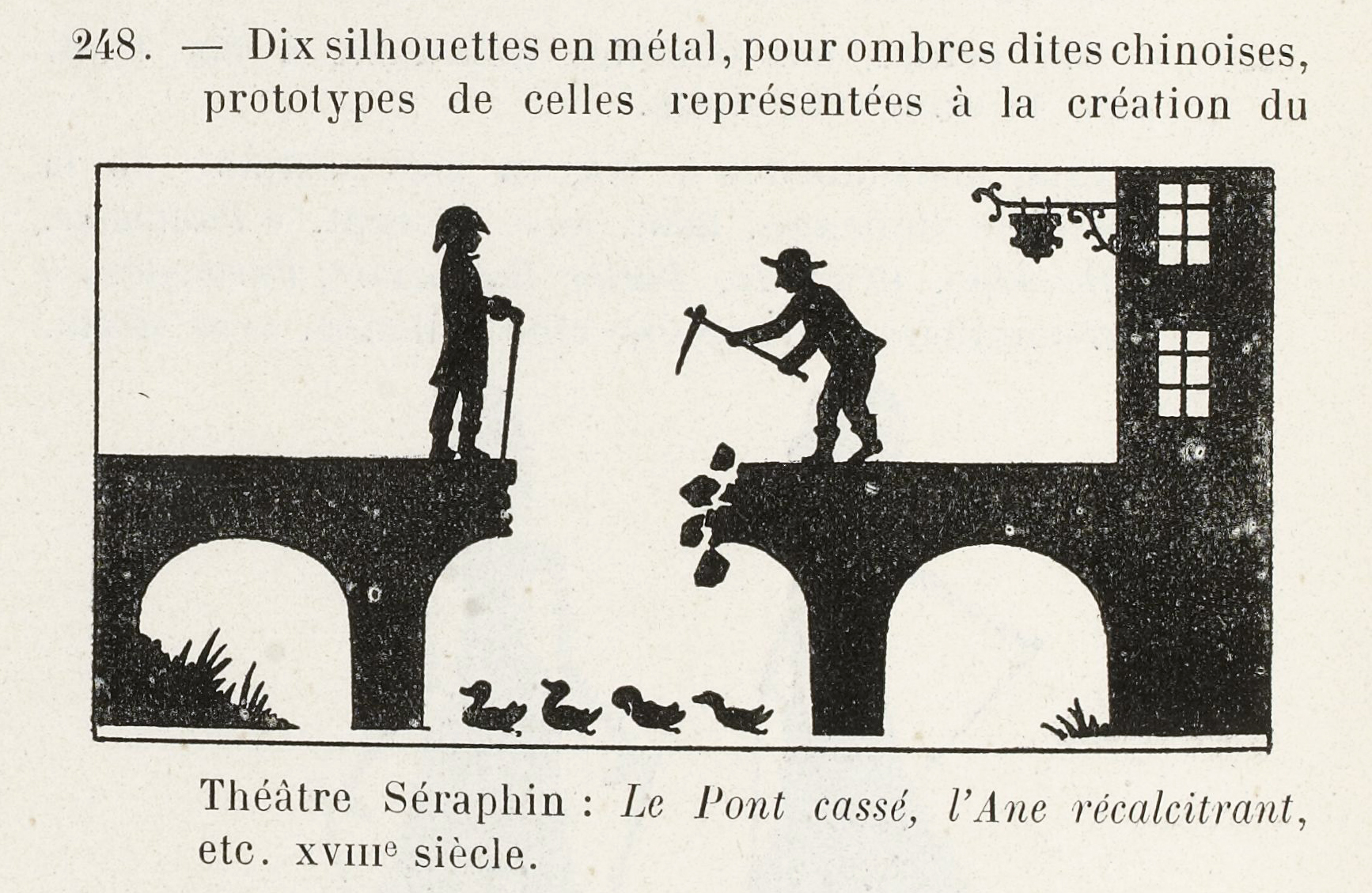
Силуети театру Серафена

Домінік Серафе́н, справжнє ім'я — Домінік-Серафен Франсуа (фр. Dominique–Séraphin François; нар. 15 лютого 1747, Лонгві – пом. 5 грудня 1800, Лонгві) — французький ляльковик, засновник театру тіней.

## Біографія
Провів юність у Лонгві або Меці. Приєднався до трупи акторів і подорожував з нею до Німеччини та Італії, де навчився лялькарства.
1776 року він переїхав до Версалю, де створив свій театр тіней. Кілька разів театр відвідували представники королівської родини. 22 квітня 1781 року Серафен здобув для свого театру назву Spectacle des Enfans de France («Спектакль дітей Франції»). У 1784 році він переніс свій утеатр до галереї Валуа в Пале-Роялі.
1795 року одружився з жінкою старшою за себе, пара не мала дітей. Після смерті Серафена його небожі продовжили справу. 1857 року театр переїхав на бульвар Монмартр, де діяв до 1870 року.
З текстами основних п'єс Серафена можна ознайомитися в електронній бібліотеці «Галліка».
Театрові Серафена присвячений один із есеїв Антонена Арто, опублікований у збірці «Театр і його Двійник».